# Mindre horndyvel
Mindre horndyvel là một loài bọ cánh cứng trong họ Bọ hung (Scarabaeidae).